# Els Verds del País Valencià
Els Verds del País Valencià (Los Verdes del País Valenciano) es un partido político español de carácter ecologista cuyo ámbito de actuación es la Comunidad Valenciana. Forma parte de la Confederación de Los Verdes, siendo uno de los partidos de dicha organización que no se ha integrado en Equo. Concurrió a las generales de 2011 en coalición con Izquierda Unida.
Se le conoce con este nombre desde el congreso fundacional que tuvo lugar en noviembre de 2004 fruto de la unión con diversas formaciones. Al partido primigenio, que concurrió a diferentes convocatorias electorales bajo la marca de Els Verds se le unieron Esquerra Verda-Iniciativa pel País Valencià e Izquierda Alternativa de Buñol (grupo surgido de antiguos militantes del MCE y la LCR). Con esta refundación se pretendió aglutinar a las diversas formaciones ecologistas de la Comunidad Valenciana bajo una única marca. En este congreso salió elegido portavoz nacional el dirigente de Esquerra Verda-Iniciativa per la Comunitat Valenciana, Joan Francesc Peris.
Tiene como máximos dirigentes a Joan Francesc Peris (portavoz) y Toni Roderic (presidente). En la actualidad tienen presencia en Torrevieja, Orihuela, Benidorm, Novelda, Silla, Gandía, Denia, Aldaya-Alacuás, La Eliana, Castellón y Vinaroz. Tiene representación en Torrevieja (tres), Novelda (uno), Gandía (uno) y Silla (uno). Ocupó la alcaldía de Torrevieja, tras un pacto de pentapartito dónde se unieron también a los partidos de izquierda y al Centro Liberal Reformador-Claro. Tras ocupar cuatro años la alcaldía, el PP recuperó la mayoría absoluta. En 2015 Izquierda Alternativa de Buñol abandona la Coalición de partidos para concurrir en solitario a las elecciones municipales y recuperar su identidad fundada en 1999.

## Historia
El partido ha sufrido sucesivas crisis debidas a enfrentamiento internos que se han saldado con numerosas escisiones y reagrupaciones. A lo largo de su historia, con varios nombres, se ha presentado coaligado con diferentes agrupaciones a las diferentes convocatorias electorales.
Con la denominación "Los Verdes", se presentó por primera vez a las elecciones autonómicas de 1987, obteniendo 22 262 votos (1,12 %), número que ampliaría hasta 35 375 en las de 1991. En las elecciones de 1995, ya como "Els Verds", formaron coalición con Esquerra Unida del País Valencià (Esquerra Unida-Els Verds) y cuatro años más tarde, en 1999, con el Bloc Nacionalista Valencià (Bloc Nacionalista Valencià-Els Verds). En 2003, el candidato verde Carles Arnal se integraría en las listas de la coalición Esquerra Unida-L'Entesa en las elecciones autonómicas de aquel año, consiguiendo uno de los seis escaños que la coalición obtuvo en las Cortes Valencianas.
El 26 de mayo de 2012 se celebró en Gandía el IV Congreso del partido, siendo Toni Roderic y Joan Francesc Peris reelegidos como presidente y portavoz respectivamente.

### Crisis de 2004 y escisión de Els Verds - Esquerra Ecologista
En 2004, Els Verds del País Valencià decidió concurrir con el PSOE a las elecciones generales de aquel año, tal como había acordado la Confederación de Los Verdes (la organización de ámbito estatal en la que se integraba). Como consecuencia, el diputado Carles Arnal se dio de baja y fundó el partido Els Verds-Esquerra Ecologista del País Valencià.
Como parte del mismo acuerdo, en las elecciones al Parlamento Europeo de 2004 el militante de Els Verds del País Valencià, David Hammerstein, fue elegido eurodiputado, dentro de la lista conjunta con el PSOE. El eurodiputado verde se integró en el grupo de Los Verdes / Alianza Libre Europea. En noviembre de dicho año nació Els Verds del País Valencià en su configuración actual, mediante la integración con Esquerra Verda-Iniciativa pel País Valencià e Izquierda Alternativa de Buñol. Esquerra Verda había concurrido en las autonómicas de 2003 y generales de 2004 con el Bloc Nacionalista Valencià.
En 2005, Hammerstein abandonó Els Verds del País Valencià, en desacuerdo con la postura del partido frente a la Constitución Europea y a la expulsión de algunos de sus miembros, todo ello en el marco de la polémica sobre la utilización del dinero de Bruselas que gestionaba el eurodiputado. Pasó a dar su apoyo a Los Verdes de Europa, y tras finalizar su actividad parlamentaria abandonó su actividad política.

### 2007: coalición Compromís pel País Valencià
En las elecciones a las Cortes Valencianas de 2007, Els Verds del País Valencià participó en la coalición de izquierdas y nacionalista Compromís pel País Valencià junto con Esquerra Unida del País Valencià, el Bloc Nacionalista Valencià y Els Verds - Esquerra Ecologista del País Valencià), a pesar de la invitación de David Hammerstein a estos partidos a "no ser comparsa". Joan Francesc Peris, Ramón Adell y Lucía Páez fueron los candidatos propuestos por EVPV para las listas de la coalición por Valencia, Castellón y Alicante respectivamente. Finalmente, ningún miembro de los partidos ecologistas consiguió finalmente representación. La crisis de Compromís volvió a dividir a los ecologistas valencianos: Els Verds del País Valencià se alinearon con Esquerra Unida, mientras que Els Verds-Esquerra Ecologista del País Valencià se acercó a los postulados del Bloc Nacionalista Valencià y a los de los escindidos de Esquerra Unida que posteriormente formarían Iniciativa del Poble Valencià (IdP).
En las municipales, Els Verds del País Valencià obtuvo dos concejales en Torrevieja, tres en Orihuela, uno en Benirredrá y uno en Silla.

### Elecciones generales de 2008
EVPV concurrieron a las generales de 2008 en coalición con Los Verdes Ecopacifistas, bajo la denominación Els Verds - Los Verdes, obteniendo 7824 votos (0,29 %) en toda la comunidad autónoma.
El 7 de junio, Els Verds del País Valencià celebró su tercer congreso, en Orihuela, en el que se creó la presidencia ejecutiva, compuesta por representantes de todas las comarcas en las que EVPV tenían representación, con Toni Roderic al frente.

### Elecciones europeas de 2009
En las elecciones al Parlamento Europeo de 2009, Els Verds del País Valencià se alineó con la decisión de la dirección estatal de la Confederación de los Verdes para formar parte de la candidatura Europa de los Pueblos - Verdes. Pura Peris, miembro de la presidencia ejecutiva de EVPV, fue elegida candidata de Los Verdes y en tal condición ocupó el cuarto puesto de la candidatura. Europa de los Pueblos - Verdes obtuvo un eurodiputado. Conforme a los pactos de constitución de la coalición, se estableció un sistema de rotación proporcional entre los cuatro primeros candidatos y aquellos que correspondieran a partidos que superasen 40 000 votos en su comunidad autónoma. El reparto temporal aún debe fijarse. Se ha barajado que Oriol Junqueras (ERC) ocupe el escaño durante los casi primeros tres años de legislatura, que Ana Miranda (BNG) e Inaki Irazabalbeitia (Aralar) se repartan los dos siguientes años y que Pura Peris (Los Verdes) lo haga los últimos seis meses.

### Elecciones municipales y autonómicas de 2011
Els Verds del País Valencià no fueron uno de los firmantes de la Declaración verde de Fuenterrabía, en octubre de 2008. Esta declaración fue el inicio de un proceso de unidad entre organizaciones políticas españolas que se integraron en la Coordinadora Verde, en la que sí se integraron Els Verds.
El 25 de septiembre de 2010 se llevó a cabo una reunión de los partidos integrantes de la Confederación de Los Verdes para determinar si el movimiento en marcha que terminaría siendo Equo se formaría en torno a la Confederación o no. La mayoría de los partidos de la Confederación presentes (Los Verdes de Andalucía, Partido Verde Canario, Los Verdes de Asturias, Euskadi Berdeak, Los Verdes de Aragón, Coordinadora Verde de Madrid, Los Verdes de Extremadura, Los Verdes de Murcia, Els Verds de Mallorca, Els Verds de Menorca, Los Verdes de Segovia) firmaron un manifiesto de apoyo a Equo. Sin embargo, Els Verds del País Valencià, que también asistió a la reunión, no firmó el manifiesto, proponiendo en su lugar una "reforma" de la Confederación.
La Coordinadora Verde promovió candidaturas bajo la etiqueta Ecolo-Verdes para las elecciones municipales de 2011, siendo Els Verds del País Valencià su representante en algunos municipios (Orihuela y Torrevieja). Por otra parte, Els Verds del País Valencià formó una coalición para las autonómicas con Los Verdes Ecopacifistas y Los Verdes-Grupo Verde denominada Verdes y Ecopacifistas con Pura Peris como candidata a la presidencia de la Generalitat Valenciana. La coalición también se presentó a las municipales en Valencia, Castellón, Alicante y Elche. La coalición obtuvo unos resultados modestos en las autonómicas (31 808 votos, un 1,33 %), consiguiendo solo representación en Silla, donde obtuvieron un concejal, perteneciente a Els Verds del País Valencià. En Gandía, se presentaron en coalición con el PSOE, obteniendo un concejal. En Novelda se presentaron en coalición con Esquerra Unida, obteniendo también un concejal. En solitario, obtuvieron tres concejales en Orihuela, dos en Torrevieja y uno en Buñol (como Izquierda Alternativa de Buñol). A pesar de ser el partido con representación municipal con menor número de concejales, Monserrate Guillén, de Els Verds del País Valencià, se alzó con la alcaldía de Orihuela, gracias al apoyo del PSPV-PSOE y de un partido independiente local, Centro Liberal Reformador-Claro.
Por otra parte, aunque la mayoría de los partidos pertenecientes a la Coordinadora se integraron en el proyecto Equo. Els Verds del País Valencià no participó en el nuevo partido, si bien hubo un pronunciamiento favorable posterior que permitíó que diversas asambleas locales y personas de Els Verds del País Valencià participasen en la configuración inicial de Equo en el País Valenciano, como la de Novelda. Finalmente dicha participación se vio frustrada y decepcionada tras la monopolización de Equo en el país valenciano por parte de Iniciativa del Poble Valencià y de Els Verds Esquerra Ecologista y ninguna de esas asambleas de Els Verds del País Valencià continuó en Equo.

### Elecciones generales de 2011
En las elecciones generales de 2011 se integraron, junto la Confederación de Los Verdes, a la que pertenecen, y Els Verds - Opció Verda, en la coalición liderada por Izquierda Unida, Izquierda Unida-Los Verdes. Militantes de EVPV formaron parte de la candidatura al Senado por Castellón, de la candidatura al Congreso por Valencia (Joaquín Zanón Moliner, exconcejal verde en Buñol fue el número 3) y de las candidaturas al Congreso y Senado por Alicante (Toni Roderic fue número dos al Congreso y Fanny Montero candidata al Senado), sin que ninguno resultara elegido.

### Elecciones municipales y autonómicas de 2015
La Mesa de País d’Els Verds del País Valencià decidió en la reunión del 13 de diciembre celebrada en la Eliana convocar elecciones primarias abiertas para elegir al candidato de la formación a la Presidencia de la Generalidad Valenciana, las cuales se realizaron el 24 de enero de 2015. Las primarias contaron con la participación de todas las personas afiliadas y simpatizantes de las diferentes asambleas locales y comarcales de Els Verds del País Valencià, quienes tuvieron que elegir entre Pura Peris, profesora de la Facultad de Derecho de la Universidad de Valencia, Ramón Adell, exconcejal y portavoz de Los Verdes de Vinaroz, y Carmen Morate, militante de Torrevieja y destacada defensora de los derechos de los animales. Tras el recuento Pura Peris consiguió el 78 % de los votos, Ramón Adell el 8 % y Carmen Morate el 14 % de votos.